# Lorenzo Thjulen
Lorenzo Thjulen (Gotemburgo, 1746 - Bolonia, 1833) fue un jesuita y escritor católico sueco.
En un viaje que realizó a España y a Italia se convirtió al catolicismo y entró en la orden de los jesuitas. Estudió en Bolonia y allí desarrolló en italiano toda su obra literaria hasta su muerte.
Pasó buena parte de su vida en España. Su libro más conocido y de mayor repercusión fue el Nuovo vocabolario filosofico-democratico publicado por primera vez en Venecia en 1799. Fue un gran éxito editorial y alcanzó una gran difusión gracias a las numerosas ediciones que se hicieron de él, especialmente a partir de 1813. Hay una edición datada en Barcelona sin fecha que podría ser anterior. Es una obra en la que se critican duramente en forma de diccionario las nuevas ideas de la Revolución Francesa. Así, por ejemplo, en la voz patria distingue el sentido tradicional del término como «el país donde uno nace» de su nueva concepción de moderna patria republicana, que considera el origen de tal cantidad de iniquidades «que todo hombre de bien, honrado y virtuoso debe en conciencia jurarle un odio eterno». La voz patriota la define como «persona a propósito para la patria republicana» y «quinta esencia de la impiedad, de la ratería y de la desvergüenza».
El Nuovo vocabolario influyó en el más célebre de los diccionarios satíricos contrarrevolucionarios que se publicaron en España: el Diccionario razonado, manual para inteligencia de algunos escritores que por equivocación han nacido en España publicado en Cádiz en 1811 y que se atribuye a Francisco Alvarado, el Filósofo Rancio. Este en una carta reconocía haber leído la obra de Thjulen. Como ha señalado Juan Francisco Fuentes, «el estilo y el espíritu del Diccionario razonado, sea o no del padre Alvarado, son los mismos que hicieron famoso al Nuovo vocabolario».